# Греко-католицька церква Білорусі
Греко-католицька церква в Білорусі або Уніатська церква в Білорусі — об'єднання уніатських єпархій у Білорусі. Це було результатом Берестейської унії 1596 року, коли православна церква Білорусі та України відновила єдність з католицькою церквою на умовах підпорядкування Папі Римському, прийнявши католицьке вчення та канонічну дисципліну при збереженні православного обряду. 

## Створення
Спроби укласти церковну унію робились у Великому князівстві Литовському ще з 15 століття. Флорентійська унія 1439 року, підписана київським митрополитом Ісидором, була відхилена у Литві, проте низка литовсько-новгородських митрополитів були прихильниками унії. На Берестейському соборі 1596 року більшість православних єпископів на чолі з митрополитом Михайлом Рагозою підтримали унію. Уніатська церква зберегла свої структури: усі православні єпархії, які охоплювали білоруські землі, стали уніатськими (Пінськ-Турівська уніатська єпархія, Полоцька уніатська архієпархія, Смоленська та Володимир-Берестейська єпархії), а керівники зберегли титул митрополитів Київських з кафедрами у Новогрудку, Вільні, а з XVIII і у Варшаві. 
Догматичні, обрядово-літургічні, ієрархічні та правові основи уніатства були визначені 33-ма "берестейськими статтями", визнання яких було умовою укладення унії. Статті мали на меті усунути дезорганізацію православної церкви у всіх сферах духовного, матеріального і культурного життя та мали чітку етнозахисну спрямованість. Вони надавали державні гарантії помісності уніатської церкви, створили перешкоди для її латинізації і полонізації, передбачали збереження адміністративної незалежності і незалежності від польської церкви, підвищення соціального статусу єпископату, збереження східно-візантійської традиції. З початку свого існування уніатська церква зустріла сильний опір зі сторони духовенства і мирян, головним чином городян (наприкінці XVI - на початку XVII ст. їх лідером був Костянтин Острозький), чия опозиційність проявлялась у різних формах - від протестів, сеймових дебатів, антиуніатської полеміки, діяльності православних братств до різних виступів аж до повстань: Могильовське повстання 1618 року, Вітебське повстання 1623 року.

## Поширення впливу
Уніатська церква розширювала свій вплив шляхом створення власної системи просвітництва, через полемічну літературу, книговидання, проповідницьку майстерність, уніатські братства, мистецтво, заснування мережі храмів та монастирів, але не уникнула використання примусу. Уніати в літургіях використовували церковнослов’янську мову, яка в XVII ст. зазнала сильної білорусизації, і білоруську ("руська"), яка була закріплена в 1636 році як мова проповідей. Політика правлячих кіл Речі Посполитої щодо уніатів була неоднозначною, суперечливою і багаторазово змінювалася разом зі змінами суспільних і політичних обставин. З одного боку, влада підтримувала уніатську церкву, оскільки вона відповідала їх політиці централізації держави; з іншого, вони хотіли об'єднати уніатів з римо-католиками. Недопущення уніатської ієрархії до Сенату свідчило про низький статус уніатів. Попри декрет про Конгрегацію поширення віри від 7 лютого 1624, ухвалений Папою, та численні протести греко-католицького духовенства, перехід уніатської церкви на латинський обряд продовжувався. 
Реформи митрополита Йосифа Рутського (1613-37) щодо зміцнення Церкви та підвищення її культурного рівня (включаючи створення Ордена василіянів та заснування васіліанських шкіл), приклад авторитетного Мелетія Смотрицького, який прийняв унію, призвели до зростання кількості послідовників уніатської церкви. 3 1630-тих років на бік унії почали схилятися симпатії білоруської шляхти, яка в той час була переважно католицькою. Однак більшість уніатської пастви все ж складали селяни. 
Посвячення єрусалимським патріархом Феофаном в 1620 році нової православної ієрархії в Речі Посполитій (єпископи не були допущені до кафедр королем Сигізмундом III), розділення в 1635 році культових установ грамотою короля Владислава IV між православними та уніатами, затвердили поділ східної церкви на дві легальні київські митрополії - уніатську та православну, і зацементували конфесійний розкол білорусько-українського суспільства. Спроби об'єднати його були зроблені на соборах 1629 року в Києві та 1680 року в Любліні, скликаних уніатською ієрархією, але ігнорованих православними. У 1630-их роках митрополит Рутський задумав проєкт створення на базі Київської митрополії патріархату, спільного для православної та уніатської церков, чим зацікавив православних опонентів, в тому числі Петра Могилу. Але ця ідея не знайшла підтримки папства, уряду Речі Посполитої, не знайшла розуміння православного населення. 

## Уніатська церква після розділів Речі Посполитої
Напередодні поділу Речі Посполитої, уніати мали в ній 8 єпархій з 9 300 приходами, 10 300 священниками, 4.5 мільйонів віруючих та 172 монастирі з 1458 монахами.Наприкінці XVIII ст. приблизно три чверті білоруського населення були уніатами. В 1772-1795 роках території заселені уніатами потрапили під владу Росії та Австрії, а невелика кількість - під владу Прусії, але і вона в 1807 році все одно потрапила під владу Російської імперії. 
На території Російської імперії уніатська церква спочатку зберегла своє майно, права та привілеї, але втратила державну підтримку. Після першого поділу Речі Посполитої в 1772 році, уніати на приєднаних до Росії білоруських землях залишались у складі Полоцької архієпархії на чолі з Ясоном Смогожевським і були підпорядковані Ліфляндській, Естляндській та Фінляндській юстицколегіям. Стосунки уніатів, як і католиків, зі світською владою регулював наданий католицькій спільноті Петербурга «Регламент» 12 лютого 1769, який дозволяв контактувати з Папою лише з питань віри. З 1780 по 1783 рік відбулися численні переходи з уніатства до православ’я. За інформацією могилівського православного єпископа Георгія Каніського, в його єпархії це були 414 573 осіб та 95 церков. 
Після третього розділу Речі Посполитої указ від 22 квітня 1794 року «Про ліквідацію всіх перешкод до переходу уніатів до православної грецької церкви» також сприяв таким переходам. В Литовській губернії до 1 січня 1795 року були переведені з уніатства до православ'я 124 церкви, 39 каплиць, 15 священників та 79 953 вірян, на території Могилівської православної єпархії - 105 церков, 35 священників та близько 120 000 вірян. Загалом, за даними історика Кіпріяновича, із серпня 1794 до березня 1795 до православ'я було приєднано 1 483 111 українців та білорусів. 19 жовтня 1795 року указом Катерини II усі уніатські єпархії, крім Полоцької, були скасовані. Папа Пій VI доручив римо-католицькому митрополиту Станіславу Богушу-Сестренцевичу також очолювати також і уніатів. Із 26 січня 1798 року уніати були підпорядковані відділу римо-католицьких справ, який став окремим органом від юстицколегії, а з 1801 року - створеній замість нього римо-католицькій церковній колегії, до якої представники уніатського духовенства навіть не входили. Указом від 28 квітня 1798 року було створено дві нові єпархії: Берестейську та Луцьку уніатські єпархії. В 1804 році полоцький архієпископ Іраклій Лісовський домігся щоб до складу римсько-католицької церковної колегії були введені один єпископ та по одному представнику від кожної з трьох єпархій. 16 липня 1805 року в колегії було створено два відділи: один для католицької церкви та один для уніатської церкви. Із кінця XVIII ст. відбувалися переходи від уніатського до латинського обряду. Так, в 1803 році в Полоцькій архієпархії 100 000 осіб (за іншими даними близько 200 000 осіб) перейшли на латинський обряд, у Діснянському та Віленському повітах по 20 000 осіб. Цьому сприяли місцеві поміщики-католики. В липні 1806 року були затверджені спільні пропозиції Богуша-Сестренцевича та Іраклія Лісовського щодо рішення повернути уніатів, які перейшли в католицизм, до унії і не прийняти їх "під римський обряд ні під яким виглядом". 25 жовтня 1807 було ухвалено всі укази, які зберігали цілісність уніатської церкви. Але уніатська церква прагнула повернути свою колишню паству. Указ від 28 серпня 1797 забороняв уніатським священникам проводити агітацію серед православного населення, але все ж спостерігався значний відтік від православ’я до уніатства. В 1809 році була створена нова Віленська єпархія. Василіанські монастирі були підпорядковані єпархіальним архієреям. 
В 1833 році в Гродненській губернії було 472 тис. уніатів, в Мінській - 376 тис., у Вітебській - 273 тис., у Могилівській - 228 тис.

## Скасування уніатства в Російській імперії

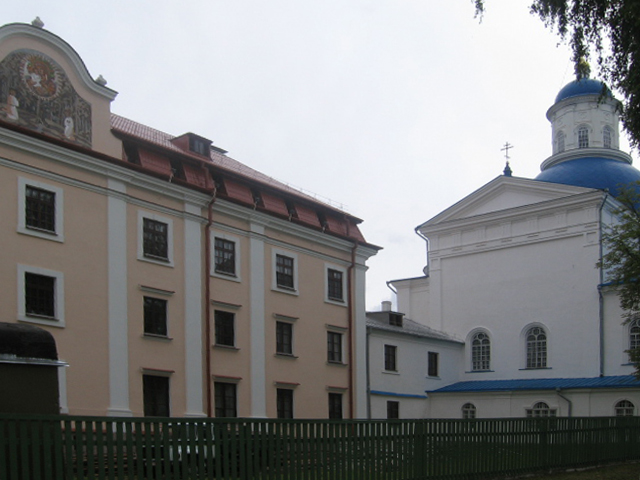
Православний Жировицький монастир, в минулому уніатський.

За імператора Миколи I в західних губерніях розпочалася політика "зміцнення російської народності та православної віри", яка також включала релігійну уніфікацію. Наприкінці 1827 року був розроблений і підписаний міністром народної освіти та керівником департаменту закордонних релігій Олександром Шишковим проєкт із скасування уніатства. Для цього треба було спочатку відірвати уніатську церкву від римо-католицької. Указом від 22 квітня 1828 року була створена незалежна від римо-католицької церкви греко-уніатська колегія, і замість чотирьох було створено дві єпархії: Литовську та Білоруську з консисторіями відповідно в Жировичах та Полоцьку. Загострився конфлікт між орденом Василіан та білим духовенством, який послабив церкву. Участь василіян у повстанні 1830-1831 років призвела до закриття їхніх монастирів у Російській імперії, при цьому близько 200 ченців покинули орден і перейшли до католицьких монастирів. В 1835 році був створений таємний комітет з уніатських справ. 1 січня 1837 року греко-уніатська колегія була виведена з-під влади міністра внутрішніх справ і підпорядкована оберпрокурору святого Синоду. Смерті в 1831-1838 роках п'яти єпископів та митрополита Булгака, противників злиття унії з православ’ям, сприяли здійсненню планів щодо скасування унії. Внаслідок реалізації плану ліквідації унії в Російській імперії, який пропонував уряду Йосиф Семашко, уніатська церква була офіційно скасована, її духовенство і віруючі були приєднані до Російської православної церкви. 
Наприкінці XVIII ст. 70% населення сучасної Білорусі належало до уніатської (греко-католицької) церкви, 15% були католиками, 7% юдеями та лише 6% православними. Однак в 1839 році уніатські архієреї вирішили приєднатися до греко-руської православної церкви та подали клопотання про це російському імператору з 1305 підписами священнослужителів. В результаті, понад 1600 приходів з близько 1 600 000 вірян перейшли до православ'я. 
Ліквідація унії викликала протести в кількох місцевостях Білорусі, про що свідчать судові справи щодо ухилення колишніх уніатів від православ’я. Деяким з них вдалося перейти до римо-католиків. В 1840-их та 1850-их роках проводилися карні операції проти жителів сіл Дудаковичі Могилівської губернії, Дерновичі Вітебської губернії, Поразова Гродненської губернії, які не погоджувались прийняти православ'я. Ці справи отримали міжнародний резонанс. Збереження схильності до уніатства в Білорусі аж до 1860-их років використовував в революційній агітації Кастусь Калиновський, який закликав до відродження уніатської церкви, яку він вважав національною церквою білоруського народу. 

## Уніатство в Західній Білорусі
3 1917 року політичний рух «Білоруська християнська демократія» у своїй програмі, так само як і партійний ідеолог Фабіан Абрантович, ставила завдання відновити уніатство як альтернативу польському та російському релігійним та національним впливам. Відродженням уніатства в Західній Білорусі займалися місіонерські центри в Альбертині (поблизу Слоніма), Вільні, Друї та Пінську. Перша відновлена уніатська парафія була відкрита в 1924 році в селі Гола Гродненського повіту. В 1927 році вже було 14 парафій. В 1932 році в Білорусі було 30 тис. уніатів, в 1936 році - 20 тис. Активними діячами в галузі відродження уніатської ідеї були Вацлав Аношка, Лев Горошко, Йосип Германович, Вінсент Годлевський, Антон Неманцевич, Болеслав Пачопка, Адам Станкевич, Владислав Талочка та інші. Але уніатський рух в Західній Білорусі в 1920–1930-их роках зіткнувся з сильним опором з боку різних суспільно-політичних сил, особливо з боку православної церкви, яка за період після унії зміцнила свої позиції. Неоднозначно, а часом і відверто вороже, ставилась до уніатів польська влада та навіть окремі єпископи і священники римо-католицької церкви. Якщо одна частина католицького духовенства підтримувала уніатство, оскільки бачила в ньому засіб поширення католицизму, то інша вважали уніатство антипольським за своєю суттю, що перешкоджало полонізації. У 1937-1938 роках кількість віруючих візантійського обряду складала, за різними оцінками, до 10-17 тисяч осіб. У вересні 1939 року український греко-католицький митрополит Андрій Шептицький створив під своєю юрисдикцією Білоруський греко-католицький екзархат, керувати яким тимчасово призначив спочатку українського греко-католицького єпископа-редемпториста Миколу Чернецького, а восени 1940 року екзархом греко-католицької церкви в Білорусі і країнах Балтії він призначив священника-єзуїта Антона Неманцевича. В листопаді 1941 року папа Пій XII затвердив останнього апостольського лідера католиків східного обряду в Білорусі. Резиденція білоруського екзарха греко-католицької церкви розташовувалася в колишньому єзуїтському монастирі в Альбертині біля Слоніма. Але після арешту окупаційною адміністрацією в серпні 1942 року Антона Неманцевича, діяльність екзархату фактично припинилась. Рада екзархату та намісники екзархату греко-католицької церкви у Білорусі В'ячеслав Аношка та Лев Горошко не змогли продовжувати свою діяльність, оскільки німецька окупаційна влада заборонила їи це робити під загрозою репресій. 

## Відродження греко-католицизму в Республіці Білорусь
3 кінця 1980-их років в Білорусі з молоді та інтелігенції, які цікавились історико-культурною спадщиною уніатської церкви, почали формувати громади уніатських віруючих. Тоді білоруська молодь почала їздити до колишнього василіанського монастиря в селі Баруни, де в місцевій церкві проводив служби білоруською мовою священик-католик Ян Матусевич. Ця молодь там попросила його про хрещення за візантійським обрядом. 
11 березня 1989 року в Костелі Воздвиження Святого Хреста в Мінську священник Олександр Надсан відслужив першу за 150 років, з моменту скасування уніатства в 1839 році в Російській імперії, публічну католицьку службу за візантійським обрядом білоруською мовою. Цей день вважається початком відродження легально-релігійного і молитовного життя греко-католицької церкви в Білорусі. Перша післявоєнна греко-католицька парафія на території Білорусі була утворена в Мінську у вересні 1990 року. Ян Матусевич в 1990 році був призначений першим священником греко-католицької парафії в Мінську, а в 1993 році він став деканом Білоруської греко-католицької церкви. 
В 1990-1995 роках греко-католики видавали журнал «Унія», почали видавати газети «Церква» (з 1995) та «Наша віра» (з 2000). 
В 1994 році Ватикан офіційно затвердив для греко-католиків білоруськомовну версію літургічних текстів, які були перекладені Олександром Надсаном в Лондоні. 
На початок 2003 року в Білорусі було зареєстровано 13 греко-католицьких парафій: по 2 у Мінську та Вітебську, по одній у Бресті, Барановичах, Гомелі, Гродно, Могильові, Молодечно, Ліді, Івацевичах, Полоцьку. 
За своєю внутрішньою структурою греко-католицькі парафії Білорусі об’єднані у три деканати. Опіку над греко-католиками Білорусі здійснює Апостольський візитатор архімандрит Сергій Гаєк з Конгрегації східних церков (Рим), який проживає в Білорусі. 

## Історіографія, оцінка діяльності
В білоруській історичній науці існують різні точки зору на історію та роль уніатської церкви. 
3 початку ХХ ст. багато діячів білоруського національного руху, в тому числі Антон Луцкевич, Іван Луцкевич, Вацлав Ластовський, Вацлав Івановський зверталися до ідеї відродження унії з метою подолання конфесійного поділу народу та з метою створення духовного союзу навколо цієї церкви. Багато представників національно-відроджувального руху також вважали відродження уніатства закономірним і позитивним процесом розвитку ідеї об'єднання православ'я та католицизму, бачили в уніатстві спробу Білорусі самоокреслитись в християнському світі. 
Біля витоків протилежної історіографічної концепції стоять роботи Михайла Кояловича, Юліана Крачковського та інших, які беззастережно критикували уніатську церкву, показуючи її слухняною зброєю в руках польсько-єзуїтських кіл для окатоличення та полонізації білоруського народу. 
У будь-якому випадку, шукаючи оцінки церковної унії, потрібно пам’ятати, що вона, як пише історик Геннадій Саганович, була поштовхом, який змусив сучасників до самовизначення, поглиблював роль релігійного, а разом з цим і національно-історичного компонента у свідомості населення.

## Київські митрополити 1596-1839
В 1596-1839 роках уніатську церкву очолювали Київські митрополити:
- Михайло Рагоза (1596-99),
- Іпатій Потій (1599-1613),
- Йосиф Велямин-Рутський (1613-37),
- Рафаїл Корсак (1637-40),
- Антін Селява (1641-55),
- Гавриїл Коленда (1665-74),
- Кипріян Жоховський (1674-93),
- Лев Слюбич-Заленський (1694-1708),
- Юрій Винницький (1710-13),
- Лев Кишка (1714-28),
- Атанасій Шептицький (1729-46),
- Флоріян Гребницький (1748-62),
- Пилип Володкович (1762-78),
- Лев Шептицький (1779-80),
- Ясон Смогожевський (1780-88),
- Теодосій Ростоцький (1788-95),
- Іраклій Лісовський (1806-09),
- Григорій Коханович (1809-14),
- Йосафат Булгак (1817-38).